# جاكوب فاوست
جاكوب فاوست (بالإنجليزية: Jacob Fawcett)‏ هو محامي وقاضي أمريكي، ولد في 9 أبريل 1847، وتوفي في 19 أبريل 1928.